# 申基宣
申 基宣（シン・ギソン、朝鮮語: 신기선、1932年3月11日 - 2021年12月30日）は、大韓民国の詩人。
日本統治時代の咸鏡北道清津生まれ。光復後越南し東国大学校国文科卒業。1957年、雑誌文学芸術に作品が推薦され詩壇に登場した。作品に『コーラ』、『西部二村洞』、著書に詩集『脈拍』がある。
2021年12月30日、忠清北道丹陽郡の自宅にて85歳で死去した。

## 家族
娘は俳優のシン・ヘス（申恵琇、申恵秀とも表記される）。